# Cellule africaine de l'Élysée
La cellule africaine de l'Élysée, appelée aussi cellule Afrique, désigne le pôle du cabinet du président de la République française chargé des affaires africaines. Elle est l'héritière du secrétariat général à la présidence de la République pour les affaires africaines et malgaches créé en 1960.

## Histoire

### Sous les présidences de Charles de Gaulle et de Georges Pompidou
Sous les présidents de Gaulle puis Georges Pompidou, la cellule est dirigée par Jacques Foccart. Il est discrètement secondé par Fernand Wibaux

### Sous la présidence de Valéry Giscard d'Estaing
Sous le président Valéry Giscard d'Estaing, la cellule Afrique remplace le secrétariat général et est dirigée par René Journiac, ancien magistrat dans les colonies, jusqu'à sa mort dans un accident d'avion en 1980. Il est alors remplacé par Martin Kirsch, magistrat à la Cour des comptes.

### Sous la présidence de François Mitterrand
Quatre conseillers Afrique se succèdent sous la présidence de François Mitterrand : Guy Penne de 1981 à 1986, Jean Audibert de 1986 à 1988, Jean-Christophe Mitterrand de 1988 à 1992, Bruno Delaye: de 1992 à 1995.
Ce n'est qu'à partir de l'éviction de Jean-Pierre Cot que la cellule élyséenne traite réellement des questions africaines. Toutefois, les septennats de François Mitterrand marquent un déclin notable de l'activité de la cellule. Elle produit environ une brève note par semaine à l'attention du président.

### Sous la présidence de Jacques Chirac
Sous le président Jacques Chirac, le conseiller de la cellule africaine, rebaptisée « cellule Afrique », est Michel Dupuch de 1995 à 2002. Lors de sa réélection, Jacques Chirac nomme Michel de Bonnecorse, qui reste en poste jusqu'à la fin du mandat.

### Sous la présidence de Nicolas Sarkozy
Sous le président Nicolas Sarkozy, le conseiller diplomatique adjoint chargé de l'Afrique travaille sous l'autorité du conseiller diplomatique, Jean-David Levitte. De 2007 à 2009, le conseiller Afrique est Bruno Joubert. Il est ensuite remplacé par André Parant de 2009 à 2012.

### Sous la présidence de François Hollande
Sous le président François Hollande, le conseiller Afrique est Hélène Le Gal. Elle a pour adjoint Thomas Melonio.

### Sous la présidence d'Emmanuel Macron
Sous le président Emmanuel Macron, le conseiller Afrique est jusqu'en juillet 2023 Franck Paris, avec pour adjointe Marie Audouard.
En décembre 2023, Anne-Claire Legendre devient la conseillère Afrique du Nord et Moyen-Orient du président de la République.